# W. Edgar Yates
W. Edgar Yates (eigentlich William Edgar, genannt Gar Yates; * 30. April 1938 in Hove, Sussex; † 10. März 2021) war ein britischer Germanist und besonderer Kenner der österreichischen Literaturgeschichte und der Biedermeierzeit.

## Leben und Wirken
Nach seinem Studium und ersten Lehrveranstaltungen an der Universität Durham war Gar Yates ab 1972 Professor an der Universität Exeter. Emeritiert wurde er 2001. Neben seinem Hauptinteresse für Johann Nestroy publizierte er ausgiebig zu – unter anderen – Hugo von Hofmannsthal, Arthur Schnitzler und Franz Grillparzer. 
Er war Mitherausgeber der Historisch-Kritischen Nestroy-Ausgabe. Darüber hinaus war er Mitherausgeber der Reihe "Quodlibet" sowie langjähriger Schriftleiter der Nestroyana (1992–2009, ab 2002 in Zusammenarbeit mit Ulrike Tanzer).
Er war Vizepräsident der Internationalen Nestroy-Gesellschaft und seit 1995 korrespondierendes Mitglied der Österreichischen Akademie der Wissenschaften.

## Publikationen (Auswahl)
- Grillparzer: A Critical Introduction. (1972)
- Nestroy: Satire and Parody in Viennese Popular Comedy. (1972)
- Humanity in Weimar and Vienna: The Continuity of an Ideal. (1973)
- Tradition in the German Sonnet. (1981)
- Nestroy. (Hrsg. Stücke 12–14, 1981–82; Stücke 34, 1989; Stücke 18/I 1991; Stücke 22, 1996; Stücke 17/II 1998, Hrsg. mit Jürgen Hein Stücke 2, 2000, Hrsg. mit Peter Haida: Nachträge I–II, 2007)
- Viennese Popular Theatre. (Hrsg. mit John R. P. McKenzie, 1985)
- Grillparzer und die europäische Tradition. (Hrsg. mit R. Pichl u. a., 1987)
- Schnitzler, Hofmannsthal, and the Austrian Theatre. (1992)
- Nestroy and the Critics. (1994)
- Vom schaffenden zum edierten Nestroy. (ed, 1994)
- Theatre in Vienna: A Critical History, 1776–1995. (1996)
- Nestroys Reserve und andere Notizen. (hrsg. 2000, revid. 2003)
- Nestroy in München. (mit B. Pargner, 2001)
- Der unbekannte Nestroy. (Hrsg. 2001)
- Bei die Zeitverhältnisse noch solche Privatverhältnisse. (Hrsg. 2001)
- Hinter den Kulissen von Biedermeier und Nachmärz. (Hrsg. mit Hubert Christian Ehalt und Jürgen Hein, 2001)
- From Perinet to Jelinek: Viennese Theatre in its Political and Intellectual Context. (Hrsg. mit A. Fiddler und J. Warren, 2001)
- Briefe des Theaterdirektors Carl Carl und seiner Frau Margarethe Carl an Charlotte Birch-Pfeiffer. (Hrsg. mit B. Pargner, 2004)
- Theater und Gesellschaft im Wien des 19. Jahrhunderts. (Hrsg. mit U. Tanzer, 2006)
- „Bin Dichter nur der Posse.“ Johann Nepomuk Nestroy. Versuch einer Biographie. (2012)

## Ehrungen (Festschrift)
- John Richard Philip McKenzie und L. Sharpe (Hrsg.): The Austrian Comic Tradition (1998).